# エクラアニマル
株式会社エクラアニマルは、アニメーションの企画・制作を主な事業内容とする日本の企業。
本項では事実上の前身である「あにまる屋」についても述べ、作品履歴も同一のものとして扱う。

## 概要
Aプロダクションの制作管理を経てシンエイ動画のプロデューサーを務めていた真田芳房が1982年12月13日に「有限会社アニマル屋」（あにまるや）として設立した。
設立当時のメンバーは福冨博、森脇真琴、本多敏行、木上益治、奈須川充、鈴木信一、徳田悦郎の計7人のシンエイ動画所属の演出家・アニメーターであり、いずれも真田がプロデューサーを務めていた『怪物くん』のスタッフであった。社屋は同年12月に業務拡大のため田無市（現：西東京市）南町へ移転したシンエイ動画の旧社屋を譲り受けたものである。よって、事実上シンエイ動画の『怪物くん』制作班が残留したものともいえる。
独立後もシンエイ動画とは円満な関係が続き、同社作品を中心にグロス請けしていた。この他、東京ムービー、土田プロダクション（及び実質的後継であるスタジオコメット）、グループ・タック、そしてアメリカのディズニー・テレビジョン・アニメーションを主な取引先とした。
過去には所属していた木上益治等がプロレスファンであったことから「肉体派アニメーター」を自称し、旧あにまる屋時代からスタジオにトレーニング場を設け、ダンベルやバーベルなどボディビルの器具が設置されているという異色のスタジオであった。入社の基準も40キロのバーベルを持ち上げられることになっていた。本多のAプロ時代の同僚である近藤喜文がテレコム・アニメーションフィルムを退社した際、細身であった氏を招こうと、バーベルの基準を大幅に下げることを考えていたという逸話がある。
1987年12月、真田芳房が肝硬変のため慰安旅行先の草津温泉で客死し、本多敏行が二代目代表取締役となった。会社で入っていた生命保険は遺族の意向で絵本の自費出版資金となり、木上益治が中心となって『小さなジャムとゴブリンのオップ』を製作し、関係者に配布された。同書の登場人物であるジャムはそのままあにまる屋のマスコットキャラクターとなった。
同時に、それまでもっぱら下請け会社に過ぎなかった同社も元請けとしてアニメを自主制作する機運が高まり、上田トシコ原作の『フイチンさん』、ちばてつや原作の『風のように』､『キャラ丸くんとドク丸くんシリーズ』､『かっぱのすりばち』、『さくらとサクリン』、松本かつぢ原作『くるくるクルミちゃん』、『KABUTO武士シリーズ』など、数は少ないが自主制作作品も作るようになった。
本多が代表に就任してからエクラアニマルに継承するまで、ワーナーのTVシリーズ『フリーカゾイド!』のオープニング映像・ハンナバーバラの『パワーパフガールズ』のパイロット版、そして前述の通りディズニー作品の制作に参加するなど、アメリカのアニメも多く受注するようになった。
2007年、「株式会社エクラアニマル」を設立し業務を継承。制作プロデューサーの豊永ひとみが代表取締役に就任した。同時に環境活動などをはじめとした市民活動に力を入れるようになり、企業CM制作・ブライダルアニメ制作・絵本制作・漫画制作なども行っている。

## 作品履歴
- 緑山高校 甲子園編 （バルクとの共同制作、1989年-1990年）
- 惑星アトン（手塚プロダクション、スタジオシグナルとの共同制作、1990年）
国税庁監修の税教育用アニメ[10]。同年にゲーム版も制作された。
- 新・同棲時代（1992年）
- おかあさんのやさしい手（1992年）
- 鉄腕アトムの交通安全（1994年）
- グスコーブドリの伝記（1994年）
- YOUNG GUNS（日台合作OVA、日本未発売、1995年）
- 賢治のトランク 猫の事務所（1996年）
- アンドロイド・アナ MAICO 2010（グループ・タックとの共同制作、1998年）
- フイチンさん（2003年）
- おかあさんのやさしい手
- キャラ丸くんとドク丸くん（2007年-）
- かっぱのすりばち(2012年)
- さくらとサクリン（2015年）
- したのや遺跡縄文物語（2015年）
- くるくるクルミちゃん（2015年）
- 風のように（2016年）
- KABUTO武士（2017年 - ）
- また来るね！マドリード（2020年）※漫画

### 制作協力
テレビアニメ
- ドラえもん （制作元請：シンエイ動画、各話制作協力、1979年[注 1]-2005年）
- うる星やつら（制作元請：スタジオぴえろ→スタジオディーン、各話制作協力、1981年-1986年）
- じゃりン子チエ（制作元請：東京ムービー新社、各話制作協力、1981年-1983年）
- 美味しんぼ（制作元請：シンエイ動画、各話制作協力、1988年-1992年）
- それいけ!アンパンマン （制作元請：東京ムービー新社 → キョクイチ東京ムービー → トムス・エンタテインメント、各話制作協力、1988年-[注 2]）
- 八百八町表裏 化粧師（制作元請：シンエイ動画、各話制作協力、1990年）
- 三丁目の夕日（制作元請：グループ・タック、制作協力、1990年-1991年）
- ヤダモン（制作元請：グループ・タック、各話制作協力、1992年-1993年）
- 忍たま乱太郎（制作元請：亜細亜堂、各話制作協力、1993年-2006年）
- こちら葛飾区亀有公園前派出所（制作元請：ぎゃろっぷ、各話制作協力、1996年-2004年）
- ケロケロちゃいむ （制作元請：スタジオコメット、各話制作協力、1997年）
- エルフを狩るモノたちII （制作元請：グループ・タック、制作協力、1997年）
- 教科書にないッ! （制作元請：AIC、制作協力、1998年）
- 時空探偵ゲンシクン （制作元請：グループ・タック、制作協力、1998年-1999年）
- アニメ愛のあわあわアワーシリーズ（制作元請：グループ・タック、制作協力、1999年）
  - おるちゅばんエビちゅ（制作元請：グループ・タック、制作協力、1999年）
- キョロちゃん（制作元請：グループ・タック、制作協力、1999年-2001年）
- モンスターファーム〜円盤石の秘密〜（制作元請：トムス・エンタテインメント、各話制作協力、1999年-2000年）
- マイアミ☆ガンズ（制作元請：グループ・タック、制作協力、2000年）
- グラップラー刃牙（制作元請：グループ・タック、各話制作協力、2001年）
- 魔法戦士リウイ（制作元請：J.C.STAFF、各話制作協力、2001年）
- 仰天人間バトシーラー（制作元請：グループ・タック、各話制作協力、2001年-2002年）
- クレヨンしんちゃん 嵐を呼ぶ アッパレ!戦国大合戦 （制作元請：シンエイ動画、協力、2002年）
- 満月をさがして（制作元請：スタジオディーン、各話制作協力、2002年-2003年）
- ギルガメッシュ（制作元請：ジャパンヴィステック・グループ・タック、各話制作協力、2003年）
- ぽぽたん（制作元請：シャフト、各話制作協力、2003年）
- 探偵学園Q（制作元請：ぴえろ、各話制作協力、2003年-2004年）
- ソニックX（制作元請：トムス・エンタテインメント、各話制作協力、2003年-2004年）
- tactics（制作元請：スタジオディーン、各話制作協力、2004年-2005年）
- うえきの法則（制作元請：スタジオディーン、各話制作協力、2005年-2006年）
- アイシールド21（制作元請：ぎゃろっぷ、各話制作協力、2005年-2008年）
- すもももももも 地上最強のヨメ（制作元請：スタジオ雲雀、各話制作協力、2006年-2007年）
- のらみみ（制作元請：トムス・エンタテインメント、各話制作協力、2008年）
- ゴルゴ13（制作元請：The Answer Studio、各話制作協力、2008年）
- ルパン三世 sweet lost night 〜魔法のランプは悪夢の予感〜（制作元請：トムス・エンタテインメント、制作協力、2008年）
- ライブオン CARDLIVER 翔（制作元請：トムス・エンタテインメント、各話制作協力、2008年）
- 遊☆戯☆王5D's（制作元請：ぎゃろっぷ、各話制作協力、2008年-2011年）
- クプ〜!!まめゴマ!（制作元請：トムス・エンタテインメント、各話制作協力、2009年）
- ふるさと再生 日本の昔ばなし（制作元請：トマソン、各話制作協力、2012年-2017年）
- クロスファイト ビーダマンeS（制作元請：SynergySP、各話制作協力、2013年）
- 遊☆戯☆王ARC-V（制作元請：ぎゃろっぷ、各話制作協力、2014年-2017年）
- ふるさとめぐり 日本の昔ばなし（制作元請：トマソン、各話制作協力、2017年-2018年）
- 100%パスカル先生（制作元請：OLM TEAM KAMEI、各話制作協力、2017年）
- サクラクエスト（制作元請：P.A.WORKS、各話制作協力、2017年）
- ひとりじめマイヒーロー（制作元請：エンカレッジフィルムズ、各話制作協力、2017年）
- DYNAMIC CHORD（制作元請：ぴえろ、各話制作協力、2017年）
- BANANA FISH (制作元請：MAPPA、協力、2018年)
- 新幹線変形ロボ シンカリオン (制作元請：OLM、各話制作協力、2018年)
- ハクション大魔王2020（制作元請：タツノコプロ・日本アニメーション、各話制作協力、2020年）
- 妖怪学園Y 〜Nとの遭遇〜（制作元請：OLM、各話制作協力、2021年）
- おそ松さん (第3期)（制作元請：Studioぴえろ、各話制作協力、2021年)

劇場アニメ・OVAなど
- ドラえもんシリーズ
  - ドラえもん のび太の海底鬼岩城（制作元請：シンエイ動画、協力、1983年）
  - ドラえもん のび太の魔界大冒険（制作元請：シンエイ動画、協力、1984年）
  - ドラえもん のび太の宇宙小戦争（制作元請：シンエイ動画、協力、1985年）
  - ドラえもん のび太と鉄人兵団（制作元請：シンエイ動画、協力、1986年）
  - ドラえもん のび太と竜の騎士（制作元請：シンエイ動画、協力、1987年）
  - ドラえもん のび太のパラレル西遊記（制作元請：シンエイ動画、協力、1988年）
  - ドラえもん のび太の日本誕生（制作元請：シンエイ動画、協力、1989年）
  - ドラえもん のび太とアニマル惑星（制作元請：シンエイ動画、協力、1990年）
  - ドラえもん のび太のドラビアンナイト（制作元請：シンエイ動画、協力、1991年）
  - ドラえもん のび太と雲の王国（制作元請：シンエイ動画、協力、1992年）
  - ドラえもん のび太とブリキの迷宮（制作元請：シンエイ動画、協力、1993年）
  - ドラえもん のび太と夢幻三剣士（制作元請：シンエイ動画、協力、1994年）
  - ドラえもん のび太の創世日記（制作元請：シンエイ動画、協力、1995年）
  - ドラえもん のび太と銀河超特急（制作元請：シンエイ動画、協力、1996年）
  - ドラえもん のび太のねじ巻き都市冒険記（制作元請：シンエイ動画、協力、1997年）
  - ドラえもん のび太の南海大冒険（制作元請：シンエイ動画、協力、1998年）
  - ドラえもん のび太の宇宙漂流記（制作元請：シンエイ動画、協力、1999年）
  - ドラえもん のび太の太陽王伝説（制作元請：シンエイ動画、協力、2000年）
  - ドラえもん のび太と翼の勇者たち（制作元請：シンエイ動画、協力、2001年）
  - ドラえもん のび太とロボット王国（制作元請：シンエイ動画、協力、2002年）
  - ドラえもん のび太とふしぎ風使い（制作元請：シンエイ動画、協力、2003年）
  - ドラえもん のび太のワンニャン時空伝（制作元請：シンエイ動画、協力、2004年）
- それいけ!アンパンマンシリーズ
  - それいけ!アンパンマン キラキラ星の涙（制作元請：トムス・エンタテイメント、協力、1989年）
  - それいけ!アンパンマン リリカル☆マジカルまほうの学校（制作元請：トムス・エンタテイメント、協力、1994年）
  - それいけ!アンパンマン ゆうれい船をやっつけろ!!（制作元請：トムス・エンタテイメント、協力、1995年）
- 火垂るの墓（制作元請：スタジオジブリ、協力、1988年）
- 超人ロック ロードレオン（制作元請：日本アニメーション、制作協力、1989年）
- ガンバとカワウソの冒険（制作元請：東京ムービー、制作協力、
- 入院ボッキ物語 おだいじに!（制作元請：東京キッズ、協力、1991年）1991年）
- 走れメロス（制作元請：ビジュアル80、制作協力、1992年）
- 劇場版 魔法少女まどか☆マギカ [前編] 始まりの物語 （制作元請：シャフト、協力、2012年）
- ヱヴァンゲリヲン新劇場版:Q（制作元請：カラー、動画、2012年）
- 傷物語〈I 鉄血篇〉（制作元請：シャフト、動画協力、2016年）

## 関係者
- 池田成
- 木上益治
- 湖山禎崇
- 奈須川充

- 福冨博
- 本多敏行
- 森脇真琴